# Schönborn (Brandebourg)
Schönborn  est une commune de Brandebourg (Allemagne), située dans l'arrondissement d'Elbe-Elster.

## Histoire
La commune a été mentionnée pour la première fois dans un document officiel en 1234.

## Démographie
| Année | Population |
| ----- | ---------- |
| 1875  | 1 547      |
| 1890  | 1 763      |
| 1910  | 2 319      |
| 1925  | 2 426      |
| 1933  | 2 512      |
| 1939  | 2 546      |
| 1946  | 3 011      |
| 1950  | 3 160      |
| 1964  | 2 666      |
| 1971  | 2 507      |

| Année | Population |
| ----- | ---------- |
| 1981  | 2 280      |
| 1985  | 2 300      |
| 1989  | 2 332      |
| 1990  | 2 290      |
| 1991  | 2 266      |
| 1992  | 2 208      |
| 1993  | 2 188      |
| 1994  | 2 184      |
| 1995  | 2 173      |
| 1996  | 2 167      |

| Année | Population |
| ----- | ---------- |
| 1997  | 2 173      |
| 1998  | 2 130      |
| 1999  | 2 091      |
| 2000  | 2 041      |
| 2001  | 2 014      |
| 2002  | 1 994      |
| 2003  | 1 937      |
| 2004  | 1 908      |
| 2005  | 1 917      |
| 2006  | 1 820      |

| Année | Population |
| ----- | ---------- |
| 2007  | 1 791      |
| 2008  | 1 749      |
| 2009  | 1 694      |
| 2010  | 1 647      |
| 2011  | 1 606      |
| 2012  | 1 579      |
| 2013  | 1 593      |
| 2014  | 1 546      |
| 2015  | 1 565      |
| 2016  | 1 553      |